# Obhájce (film)
Obhájce (v anglickém originále The Lincoln Lawyer) je americký kriminální film z právnického prostředí natočený roku 2011 režisérem Bradem Furmanem. Jde o adaptaci románu Advokát (2005) amerického spisovatele Michaela Connellyho, který byl roku 2022 zpracován do stejnojmenného seriálu produkovaného Netflixem. Hlavní roli prvotřídního losangeleského právníka ve filmu ztvárnil Matthew McConaughey, ve vedlejších rolích jej doplnili Ryan Phillippe, Marisa Tomei, Josh Lucas, John Leguizamo, William H. Macy či Bryan Cranston.

## Děj

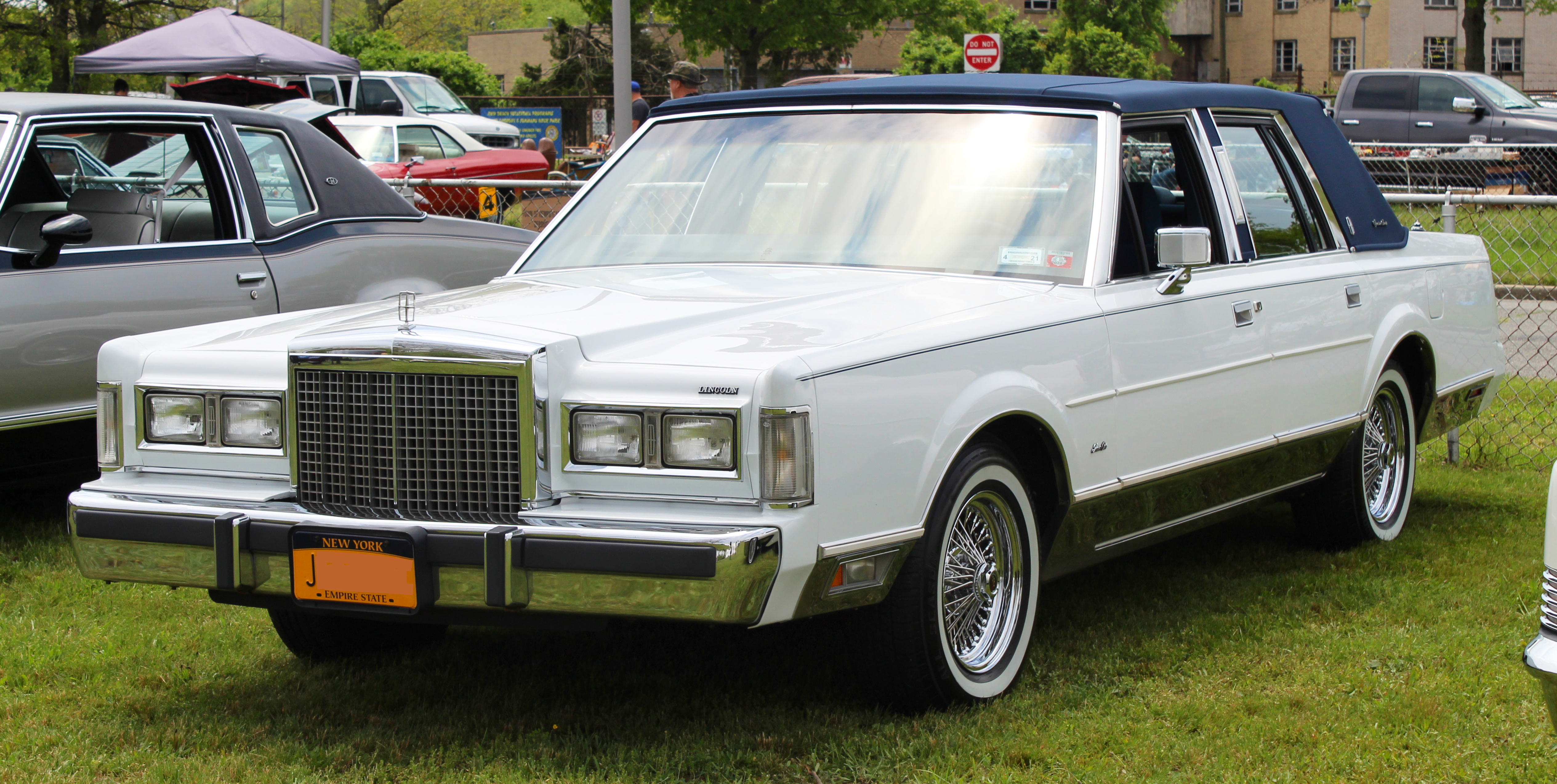
Lincoln Town Car z roku 1986 je vůz protagonisty filmu Mickeyho Hallera

Mickey Haller je obhájcem v okrese Los Angeles, po kterém se pohybuje svým luxusním Lincolnem. Nejčastěji pracuje s vyvrheli společnosti, včetně motorkářského gangu, což se nelíbí jeho exmanželce Maggie McPherson, s níž má dceru.
Jednoho dne Hallera kontaktuje Louis Roulet, movitý a rozmazlený playboy z Beverly Hills, jenž je obviněn z brutálního zmlácení prostitutky. Mickey lukrativní nabídku přijme a využije své schopnosti k očištění obviněného. Během procesu však zahájí i vlastní vyšetřování, z něhož postupně vyplyne, že Roulet je vinen. Kromě toho zjistí, že Roulet stojí i za dřívější vraždou jiné prostitutky, za níž si odpykává doživotní trest nevinný muž, jehož Haller tehdy obhajoval a kvůli velkému množství důkazů jej donutil se k činu přiznat.
Jakmile se Louis Roulet dozví, že jeho obhájce zná pravdu, začne mu vyhrožovat. Mickey však přijde na způsob, jak Rouleta nechat zatknout, aniž by porušil etický kodex (tj. nesmí prozradit nic, co by mohlo poškodit jeho klienta).

## Obsazení
| Matthew McConaughey | Mickey Haller     |
| Marisa Tomei        | Maggie McPherson  |
| Ryan Phillippe      | Louis Roulet      |
| William H. Macy     | Frank Levin       |
| Josh Lucas          | Ted Minton        |
| John Leguizamo      | Val Valenzuela    |
| Michael Peña        | Jesus Martinez    |
| Bob Gunton          | Cecil Dobbs       |
| Frances Fisher      | Mary Windsor      |
| Bryan Cranston      | detektiv Lankford |
| Trace Adkins        | Eddie Vogel       |
| Margarita Levieva   | Reggie Campo      |
| Laurence Mason      | Earl              |

## Vydání a ohlasy
Obhájce se natáčel v okrese Los Angeles. Vydán byl 18. března 2011 společností Lionsgate. Film vydělal v kinech celosvětově 87 milionů dolarů, více než dvojnásobek svého rozpočtu, a dočkal se celkově pozitivních recenzí od kritiků i diváků. Největší chvály se dočkaly herci, zejména pak výkon Matthewa McConaugheyho v titulní úloze.